# 魏志民
魏志民（1949年—），河北安平人，汉族，中华人民共和国政治人物、第十二届全国人民代表大会河北地区代表。
毕业于河北农业大学，加入中国共产党，担任河北省裕丰实业公司京安分公司总经理。2008年起担任全国人大代表。2013年，被选为全国人大代表。2018年2月24日，当选为第十三届全国人大代表。